# Xenotriccus
Xenotriccus là một chi chim trong họ Tyrannidae.